# Stanislaw Ulam
Stanisław Marcin Ulam (født 13. april 1909, død 13. maj 1984), kaldet for Stan i USA, var en polsk-amerikansk matematiker og kernefysiker, der kendes især for sin teoretiske indsats og arbejde med at skabe brintbomben.
Ulam var en produktiv forsker, der udviklede blandt andet Monte Carlo-metoder, Teller–Ulam-konfigurationen for termonukleare våben (1952), Fermi–Pasta–Ulam–Tsingou problemet, Ulamtal, heldige tal (1955), Ulams spiral (1963), deltog i Manhattan-projektet (fra 1943) samt beviste teorier og foreslog adskillige formodninger inden for teoretisk og anvendt matematik (som Ulam-formodningen), fysik, og biologi.
Ulam opdagede også celleautomaton-fænomenet i biologi.
Han foreslog også kernedrivkraft ved hjælp af kerne-eksplosioner i rumraketter (1946-47), hvilket blev undersøgt med Orion-projektet i USA (1958-63) men aldrig brugt i praksis pga. den store forurening.

## Uddannelse og virke
Stanislaw studerede på Lviv Polytekniske Institut siden 1927. Da han var 20 år i 1929, skrev han og offentliggjorde sin første afhandling Concerning Function of Sets i videnskabsjournalen Fundamenta Mathematicae. Han fik sin doktorgrad fra Lviv Instituttet i 1933.
Ulam var meget produktiv og fra den første skrift som studerende frem til sin død i 1984, skrev han mere end 150 afhandlinger om matematiske emner. Han berørte gerne emner som mængdelære, topologi, transformationsteori, ergodisk teori, gruppeteori, algebra, talteori, kombinatorik og grafteori.
I 1935, mødte Ulam John von Neumann i Warszawa og blev af ham inviteret til Institute for Advanced Study i Princeton, New Jersey. Ulam kom til forelæsninger der, holdt af bl.a. Albert Einstein og Oswald Veblen. Under et besøg hos Von Neumann, mødte Ulam G. D. Birkhoff, som foreslog ham at blive ansat på Harvard.
Ulam arbejdede herefter på Harvard fra 1936 til 1939 og rejste tilbage til sin familie i Polen i sommerferierne.
Efter Ulam flygtede med sin bror for bestandig til USA i 1939, blev han ansat som assisterende professor på universitetet i Wisconsin i 1940 og blev amerikansk statsborger i 1941. Han blev gift samme år.

### Manhattan-projektet
I 1943 søgte Ulam et job med hjælp af Von Neumann og blev inviteret til Manhattan-projektet i Santa Fe, New Mexico. Her mødte han blandt andet Enrico Fermi, Teller, Oppenheimer, Mary Tsingou og andre forskere, som han arbejdede med.

### Brintbomben
Efter 2. verdenskrig var USA igen med i våbenkapløbet, denne gang mod Sovjetunionen, om hvilket land der ville først udvikle brintbomber. Ulam fortsatte med at forske i kernekraft og sammen med Edward Teller udvikle det, der skulle blive til brintbomben. Deres forskning var som Teller-Ulam-konfigurationen afprøvet i form af test-sprængning af Ivy Mike-bomben i USA i 1952.

### Orion-projektet
Ulam foreslog også, at kernekraft-eksplosioner, altså små atombomber, skulle bruges som drivkraft i rumraketter. Hans forslag blev udforsket i USA ved hjælp af Orion-projektet, men blev skrinlagt i 1963, da Orion-projektet viste, at atomforureningen ved denne drivkraft var alt for stor til praktisk brug i rumfart.

## Privatliv
Ulam kom fra en polsktalende, velhavende jødisk familie i polsk-ukrainske Lviv. Hans velhavende arkitektonkel Michal Ulam yndede at rejse til kasinoerne i Monte Carlo, hvilket inspirerede Stanislaw til at opkalde Monte Carlo-metoder efter.
I august 1939 nåede Stanislaw at rejse til til USA sammen med sin 17-årige lillebror, Adam Bruno, lige før anden verdenskrigs udbrud. Resten af den tilbageblevne Ulam-familie omkom i Holocaust indenfor de næste 2 år. Adam studerede i USA og blev senere til anerkendt historiker, med speciale i Østeuropa og sovjetiske forhold.
I 1941, blev Stanislaw amerikansk statsborger og mødte den franske udveksling-studerende Françoise Aron (1918-2011) på Harvard. De blev gift i 1941 og fik datteren, Claire Anne Ulam. De flyttede fra Los Alamos til Santa Fe, da Ulam blev ansat ved Manhattan-projektet. Som andre "Manhattan-hustruer", vidste Françoise ikke så meget om projektet, der også var en vigtig for krigen statshemmelighed, og passede datteren derhjemme. Senere blev Françoise forfatter til bøger, hvor hun beskrev livet med Stanislaw og hans virke.
Efter Stanislaws død i 1984, donerede Françoise hans skrifter og bøger til Santa Fe Instituttet.

## Ulams arv
Betydningen af Ulams forskning blev afspejlet i begreber opkaldt efter ham, eller begreber som han bidrog betydeligt til sammen med andre forskere.

### Datalogi
- Stan,[8] statistisk programmeringssprog i C++

### Matematik
- Borsuk–Ulams sætning
- Hyers–Ulam–Rassias stabilitet
- Kelly–Ulam formodningen
- Kuratowski–Ulam teori
- Mazur–Ulam teori
- Ulamformodning (i talteori)
- Ulam matrix
- Ulamtal
- Ulams spiral
- Ulams spil
- Ulams pakkeformodning
- Ulam–Warburton cellular automaton

### Fysik
- Fermi–Pasta–Ulam–Tsingou problem
- Fermi–Ulam model
- Teller–Ulam-konfigurationen